# Instrumentbræt
Et instrumentbræt er et panel med målere og betjeningselementer monteret i et køretøj. Også i biler, hvor instrumenterne (med få undtagelser) ikke længere er monteret på et bræt, taler man også om et instrumentbræt.
Denne artikel beskriver instrumentbrættet i en mellemeuropæisk, til højrekørsel beregnet personbil uden specielle begrænsninger som f.eks. en bygningsbestemt maksimal hastighed. I lande med venstrekørsel, som f.eks. Storbritannien og Japan, er nogle betjeningselementer monteret spejlvendt. I Danmark er en stor del af instrumenternes og betjeningselementernes funktion bestemt af udstyrsbekendtgørelsen.

## Instrumenter
Som oftest er de vigtigste instrumenter monteret centralt i førerens synsfelt, på de fleste moderne personbiler samlet foran rattet i et såkaldt kombiinstrument.
Alle biler er udstyret med et speedometer til måling af den aktuelle hastighed, som er suppleret med en kilometertæller. I dette område er der også monteret kontrollamper til blinklys, fjernlys, generator, olietryk samt yderligere advarselslamper om bilens tilstand og en brændstofstandsmåler. Mange biler har desuden yderligere instrumenter som f.eks. omdrejningstæller, triptæller eller et display til en kørecomputer. Nogle ældre biler har også et økonometer til visning af det aktuelle brændstofforbrug. I biler med automatgear er der som oftest også monteret en mekanisk eller elektronisk visning af den valgte gearvælgerposition. Der kan også være yderligere advarselslamper om f.eks. trukket håndbremse eller ikke benyttede sikkerhedsseler.
I en årrække havde nogle biler fuldt digitale instrumenter, der ofte var monteret midt på instrumentbrættet. Nytteværdien af sådanne instrumenter er omstridt, nogle kritikere mener især at analoge instrumenter er mere intuitive og ikke afleder føreren nær så meget som digitale instrumenter.
Som nyudvikling finder head-up displays, som med linse- og spejlsystemer reflekteres direkte i førerens synsfelt, mere og mere anvendelse. Disse supplerer som regel de ligeledes monterede, konventionelle instrumenter.

## Rat
I umiddelbar nærhed af rattet er der som oftest monteret kontaktarme til blinklys, som for det meste er kombineret med kontakter til fjernlys og overhalingsblink samt forrudeviskere og -vaskere. Alt efter bilens type, alder og udstyr kan der ud over disse to kontaktarme også være monteret yderligere kontaktarme til betjening af f.eks. køretøjsbelysning eller fartpilot. Disse betjeningselementer kan dog også være samlet i såkaldte betjeningssatelitter. Rattets midterste del er for det meste udstyret med en airbag og tjener for det meste også som kontakt til hornet. På nogle biler betjenes hornet dog med separate trykknapper monteret direkte på rattet. Nogle fabrikanter udstyrer desuden rattet med yderligere betjeningselementer til f.eks. bilradio eller -telefon.
På en hel del ældre biler er kontakten til havariblinket monteret på toppen af ratstammen. Selve rattet er på de fleste moderne biler højde- og længdejusterbart for at give føreren mere komfort og modvirke træthed. Nogle dyrere biler har elektrisk justering af rattet.

## Omgivelser
Udenfor det ovennævnte centrale område, nemlig i midterkonsollen, er der monteret yderligere betjeningselementer som skal kunne nås af føreren. Hertil hører kontakterne til bl.a. belysning, varme og ventilation/klimaanlæg, bilradio, el-ruder hvis de ikke er monteret i dørene, samt el-bagruden. På moderne biler er kontakten til havariblinket ofte også monteret i midterkonsollen og tydeligt afmærket, så også forsædepassageren i nødstilfælde kan finde og aktivere kontakten. Der kan også være en kontakt til centrallåsesystemet.
Under instrumentbrættet, i visse tilfælde i bilens motorrum, er sikringerne til det elektriske system monteret. I fodrummet er der som oftest monteret tre pedaler (kobling, bremse og speeder); biler med automatgear har dog ingen koblingspedal. I visse bilmærker som f.eks. Mercedes-Benz betjenes parkeringsbremsen ikke med en stang, men derimod med en pedal. Udløseren til motorhjelmslåsen er som oftest også monteret i fodrummet i førersiden, mens eventuelle udløsere til tank- og bagagerumsklap som oftest er monteret mellem døren og førersædet.

## Gearskifte
Som oftest er gearstangen monteret på kardantunnelen under instrumentbrættet. Denne udførelse kaldes også gulv- eller bundgear. Ulempen ved denne udførelse er, at der ikke er fri gennemgang mellem fører- og passagersæde.
For at muliggøre fri gennemgang og eventuelt også tre siddepladser på forsædet, benyttes der i nogle biler et såkaldt ratgear, hvor gearstangen er monteret på ratstammen; dette ses ofte på amerikanske biler, men også på en del europæiske personbiler frem til ca. 1970. Også nogle aktuelle, europæiske modeller som f.eks. BMW 7-serien eller Mercedes-Benz M-klassen har gearvælgeren til automatgearet monteret på ratstammen. Bemærkelsesværdig var den kun få centimeter store kontakt på instrumentbrættet i Goggomobil til gearskifte.
Visse ældre biler med forhjulstræk, som f.eks. Citroën 2CV eller Renault 4, har gearstangen monteret i selve instrumentbrættet kaldet paraplygear; dette gælder også Trabant samt de første modeller af DKW og Lloyd.

## Parkeringsbremse
Nogle bilmodeller, som f.eks. Citroën GSA, Volkswagen Type 2 eller Honda CR-V, har parkeringsbremsen monteret i instrumentbrættet i form af en stang, som findes nederst til højre for ratstammen. Flere og flere moderne biler udstyres i stedet med elektrisk parkeringsbremse; ulempen ved denne konstruktion er at det ikke er muligt selv at dosere bremsekraften.

## Øvrigt
Instrumentbrættet kan fuldendes af yderligere ting, som kun sekundært har indflydelse på bilens betjening som f.eks. højttalere, luftudtagsdyser, askebæger, cigarettænder (som også kan benyttes som stikdåse til andre 12 volt-apparater), holder til mobiltelefon, ur (analogt eller digitalt), passagerairbag, handskerum og yderligere fralægningsrum samt kopholdere. I dag bliver automatiske klimaanlæg samt navigationssystemer mere og mere almindelige.

## Specielt
- På køretøjer med fartskriver er denne forbundet med speedometeret og ofte sammensat med dette i én enhed.
- På taxier er taxameteret også monteret på instrumentbrættet (på visse nyere modeller er det i stedet indbygget i bakspejlet).